# Котовка (Днепропетровская область)
Кото́вка (укр. Котовка
) — село,
Котовский сельский совет,
Магдалиновский район,
Днепропетровская область,
Украина.
Код КОАТУУ — 1222383501. Население по переписи 2001 года составляло 2689 человек.
Является административным центром Котовского сельского совета, в который, кроме того, входит село
Степановка.

## Географическое положение
Село Котовка находится на правом берегу канала Днепр — Донбасс у истоков реки Заплавка, выше по течению канала на расстоянии в 2,5 км расположено село Миновка,
на противоположном берегу — село Степановка.
Реки в этом месте извилистые, образуют лиманы, старицы и заболоченные озёра.
Через село проходят автомобильные дороги Т-0410 и (Т-0412.

## История
Археологические находки свидетельствуют, что территория на месте современной Котовки была заселена в древние времена. Здесь обнаружены стоянки времен неолита в (V—IV тысячелетия до н. э.), раскопаны курганы с захоронениями эпохи бронзы.
Возникновение современного поселения связано с запорожским казаком Василием Котом, который первым поселился на горбинке между озёрами Плавы и Лебединка. Впоследствии сюда перебрались семейные казаки из Запорожья и переселенцы с Полтавщины.
Поселение под названием Котовка впервые появляется на карте Запорожья 1770 года. В 1775-м упоминается как местечко в составе Орельской паланки Запорожской Сечи. 1774 здесь насчитывалось 74 двора.
Большую часть населения Котовка составляли беглые крестьяне из Полтавщины и Слобожанщины. 1771 Гадячский полковая канцелярия вела переписку с Кошем по поводу побега в слободу Котовка Орельской паланки казака Волощенко, прибывшего сюда на 3-х повозках с хлебом, имуществом и двумя рабочими.
В 1772 году местечко Котовка упоминалось в связи с переселением туда значительной группы крестьян Гадячского полка, восставших против помещика Милорадовича и бежавших на запорожские земли.
В 1766—1775 годах входила в состав Протовчанской паланки.
После ликвидации Сечи Котовка перешла в собственность гвардейского полковника Л. Алексеева. В документах 1785 года упоминается как слобода Олексопольського уезда Екатеринославского наместничества, а с 1797 года — Новомосковского уезда. 1791 года в Котовке в 135 дворах проживало 1 796 жителей. Владелец Котовки — действительный статский советник Д. Алексеев — был одним из наиболее богатых помещиков Екатеринославской губернии, владел более 12 тысячами десятин земли и 2 тысячами крепостных. Помещичье хозяйство занималось выращиванием зерновых, разведением овец. По данным 1848 года при экономии поместья действовали винокуренный, пивоваренный и два кирпичных завода.
Через Котовку проходили чумацкие пути из Полтавы и Харькова на Екатеринослав и Новомосковск. Это способствовало развитию торговли в селе. Еженедельно по пятницам и воскресеньям здесь проходили базары, 4 раза в год проходили ярмарки. В начале 19 века итальянец Конфарони основал на берегу Орели торговую контору. Он скупал пшеницу и лен и отправлял на Бердянск.
1885 года Котовка имела статус местечка и была центром Котовской волости Новомосковского уезда. Здесь проживало 2 436 человек, объединенных в 4 общины. Последствия крестьянской реформы 1861 года привели к расслоению населения по положению. Многие бедняки из села уезжали на работу на заводы и фабрики Екатеринослава, на рудники Кривого Рога, строительство Херсонской железной дороги.
В начале XX века население Котовки составило 3 453 жителя, а по состоянию на 1908 год — 4 284. В селе работали 2 церковно-приходских и одна земская школа (открыта в 1874 году). В 1903 году была построена больница на 20 мест, которую обслуживали 2 врача и 5 фельдшеров.
Котовка также была известна благодаря орнаментальной росписи домов (снаружи и внутри) и хозяйственных построек, для чего использовались местные глины.
Во время Первой мировой войны и войны 1917—1919 годов Котовку неоднократно захватывали войска различных армий: немецко-австрийские, УНР, большевистские, белогвардейские. В декабре 1919 года окончательно установлена советская власть.
Село стало центром района в составе Екатеринославской округи, а с 1935 года — в составе Днепропетровской области.
В ходе коллективизации в Котовке были созданы колхозы, в 1930 году их было 6. В 1935 году открыта стационарная больница.
Во времена Второй мировой войны с 5 октября 1941 года по 21 сентября 1943 село было оккупировано немецко-фашистскими войсками.
После войны началось восстановление хозяйства села. В 1944 году было восстановлено работу кирпичного завода. Колхозы села были объединены в два — им. Котовского и им. Ворошилова. 30 сентября 1958 года Котовский район был расформирован, Котовка вошла в состав Магдалиновского района.
Кроме колхозов в Котовке работали маслозавод (до 1975 года), хлебозавод (до 1999 года), предприятие Лектреста УССР по заготовке лекарственных растений.Сорттсемовощь.Автошкола ДОСААФ. 

## Экономика
- «Котовка», агрофирма, ООО.
- Котовская охотничье-рыболовная база. ДОМ БЫТА. Филиал *Быт радиотехника.*УЧАСТОК МЕЖКОЛХОЗСТРОЙ*.Общепит №2.Сорт сем овощь.Электро подстанция -участок.Авто школа ДОСААФ.Дом пионеров.ПАРИКМАХЕРСКАЯ.ЛИНЕЙНО ТЕХНИЧЕСКИЙ УЧАСТОК СВЯЗИ.Сельпо(8 Магазинов)Автостанция..Сельхоз техника.СТО *ВАЗ.Канал ДНЕПР-ДОНБАСС*.Бойня..Орошение.

## Объекты социальной сферы
- 2Школы садик...
- Школа-интернат с трудовым обучением.
- Дом культуры.с кружками.Музей.3 библиотеки.
- Больница(ТЕРАПЕВТИЧЕСКОЕ отделение.хирургия. роддом.РЕНТГЕН. 2-я больница-ТУБДЕСПАНСЕР..
- Дом ветеранов труда.